# De bescheiden bezoeker
De bescheiden bezoeker is een aflevering uit de Belgische hoorspelenreeks Maskers en Mysterie en de auteur is Charles Maître. De speelduur is 43 minuten. De Nederlandse vertaling heet Een verlegen bezoeker.

## Rolverdeling
- Solange: Marleen Maes
- Marc Rallier: Anton Cogen
- Georges Allard: Ugo Prinsen

## Verhaal
In dit hoorspel staan drie personen centraal; Madeleine, Marc en Georges. Madeleine is getrouwd met Georges, maar was korte tijd de minnares geweest van Marc. Deze Marc is toneelschrijver en nadat zijn toneelstukken een groot succes werden, werd hij in het Parijse uitgaansleven geaccepteerd. Zijn aantrekkingskracht op de vrouwen nam toe en daarom had hij Madeleine niet meer nodig. Madeleine doet een zelfmoordpoging en ligt nu in kritieke toestand in het ziekenhuis. Georges is bij Marc gekomen om, wanneer Madeleine sterft, hem te vermoorden.